# بيلي برنارد
بيلي برنارد (بالفرنسية: Billy Bernard)‏ (9 أبريل 1991 بلوكسمبورغ - ) هو لاعب كرة قدم لوكسمبورغي في مركز الدفاع. شارك مع منتخب لوكسمبورغ تحت 21 سنة لكرة القدم ومنتخب لوكسمبورغ لكرة القدم. أما مع النوادي، فقد لعب مع نادي فولا إيش.

## مسيرته الكروية
لعب بيلي برنارد خلال مسيرته الاحترافية مع نادِ واحدٍ في 12 موسمًا وسجل خلالها 7 أهداف ضمن 168 مباراة. ولم يفوز بأي موسم بالكأس وفاز موسمين بالدوري.
خاض بيلي برنارد مسيرته مع نادي فولا إيش في موسم 2008–09 ليلعب معه اثنا عشر موسمًا، مشاركًا في 168 مباراة سجل خلالها 7 أهداف.

## وصلات خارجية
- بيلي برنارد على موقع الاتحاد الدولي (مؤرشف)  (الإنجليزية)
- بيلي برنارد على موقع الاتحاد الأوربي (الإنجليزية)
- بيلي برنارد على موقع قاعدة بيانات كرة القدم.إي يو (الإنجليزية)
- بيلي برنارد على موقع ناشيونال فوتبول تيمز (الإنجليزية)
- بيلي برنارد على موقع Soccerway.com (الإنجليزية)
- بيلي برنارد على موقع عالم كرة القدم.نت (الإنجليزية)